# Piramide van Hawara
De piramide van Amenemhat III of de piramide van Hawara is de piramide die farao Amenemhat III liet bouwen in Hawara bij de Fayum.

## Bouwgeschiedenis
De piramide van Amenemhat III in Hawara is er gekomen nadat de farao zijn bouwwerken voor zijn piramide in Dasjoer had opgegeven. De eerste onderzoeken werden uitgevoerd door Lepsius in 1843, maar het is Petrie die als eerste de piramide kon betreden in 1889.

## Architectuur

### Daltempel en processieweg
De daltempel en de processieweg zijn verwoest en nog niet onderzocht. Ze lagen ten zuidoosten van de piramide.

### Dodentempel of Labyrint
Ten zuiden van de piramide lag de dodentempel die nu grotendeels verwoest is. Het was een enorm complex dat ongeveer 28.000 m² besloeg. De tempel is vernoemd door Herodotos (Herod. II, 148), Strabo (Geogr. XVII, 1, 37) en Plinius de oude (Nat. Hist. XXXXVI, 19). Vanwege zijn complexe gangensysteem met talrijke kamers kreeg het van Herodotos de naam 'labyrint'. Volgens hem was het labyrint van koning Minos gebaseerd op dit bouwwerk. Herodotos plaatste het labyrint ook op dezelfde hoogte als de piramiden en volgens hem waren er ongeveer drieduizend kamers in het complex. Oorspronkelijk was het complex, zoals bij het complex van Djoser, samen met de piramide ommuurd.

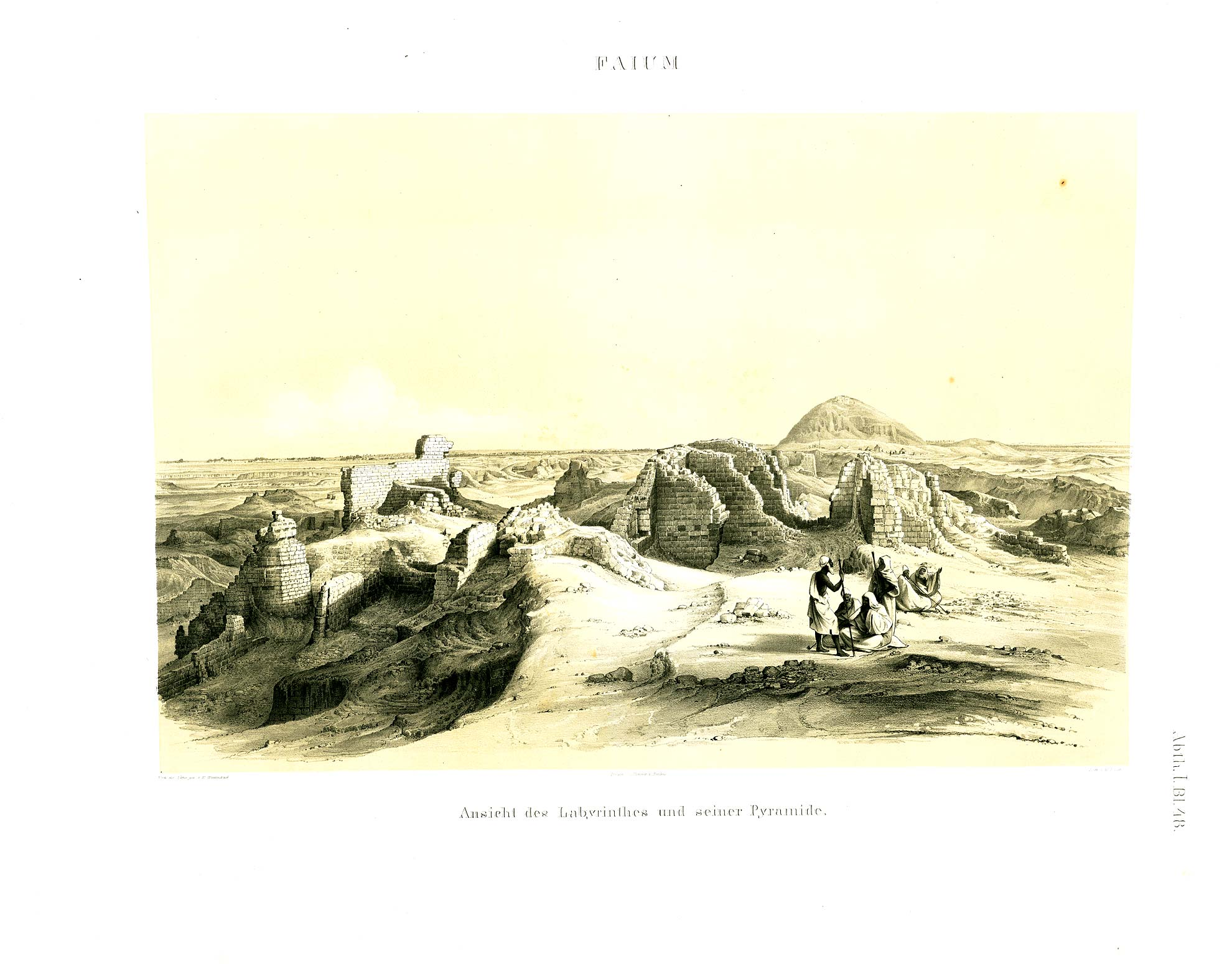
Het labyrint, getekend door Lepsius
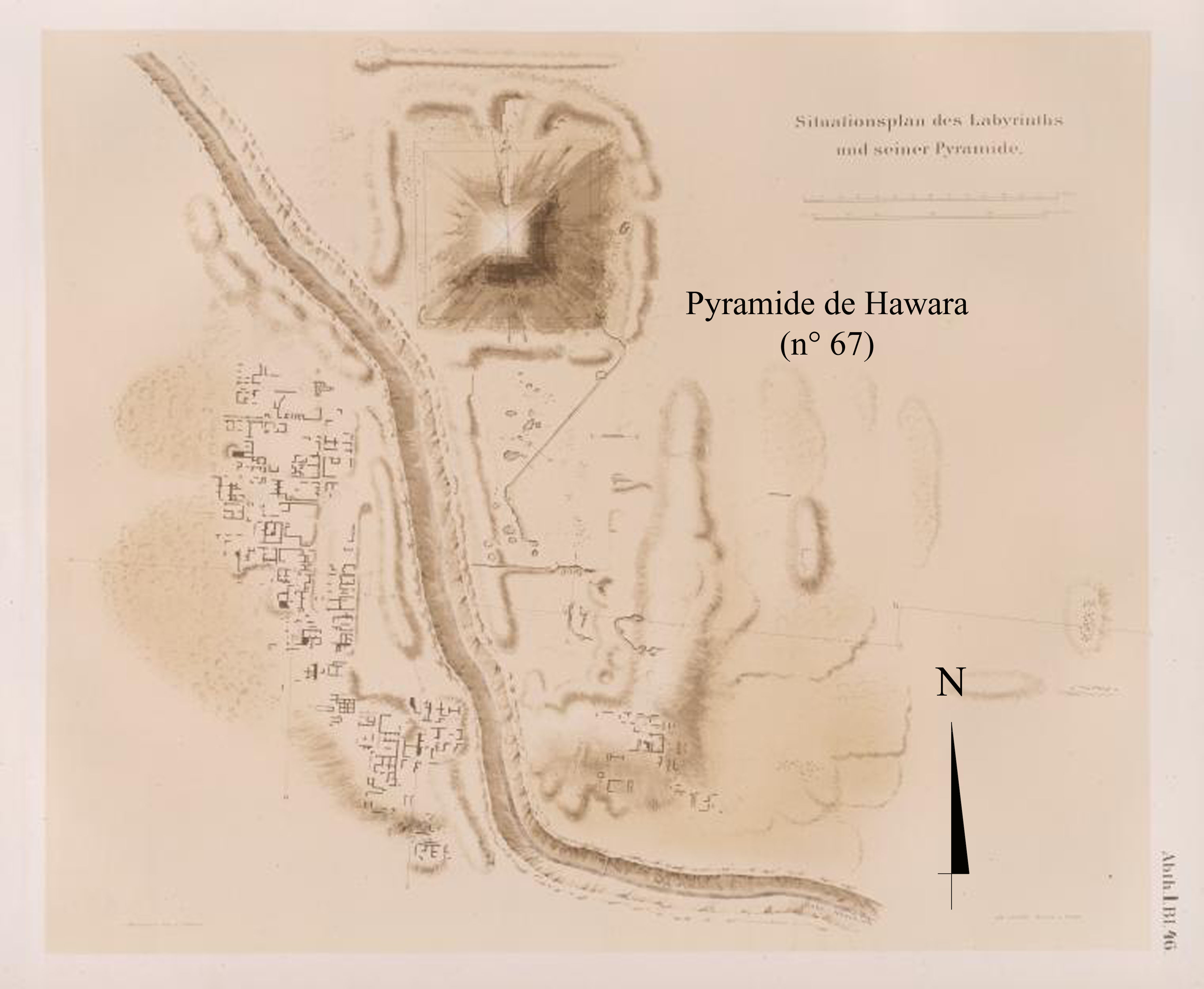
Kaart van de site, getekend door Lepsius
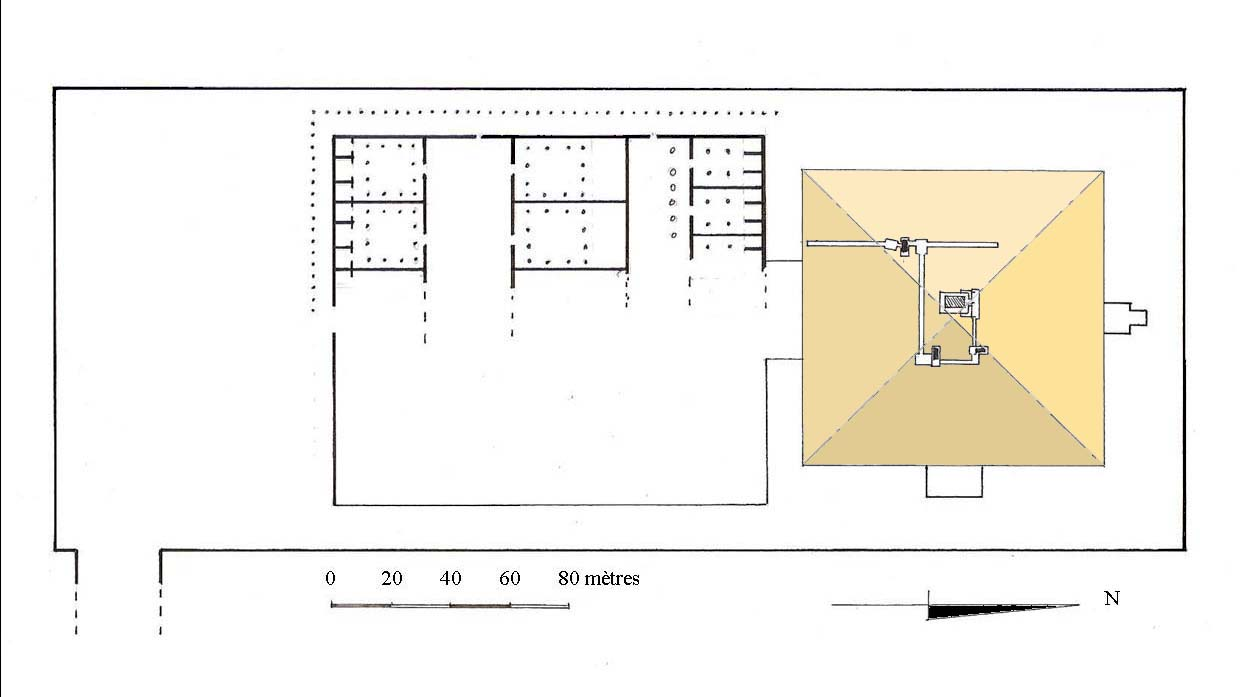
Plan van het complex volgens Petrie
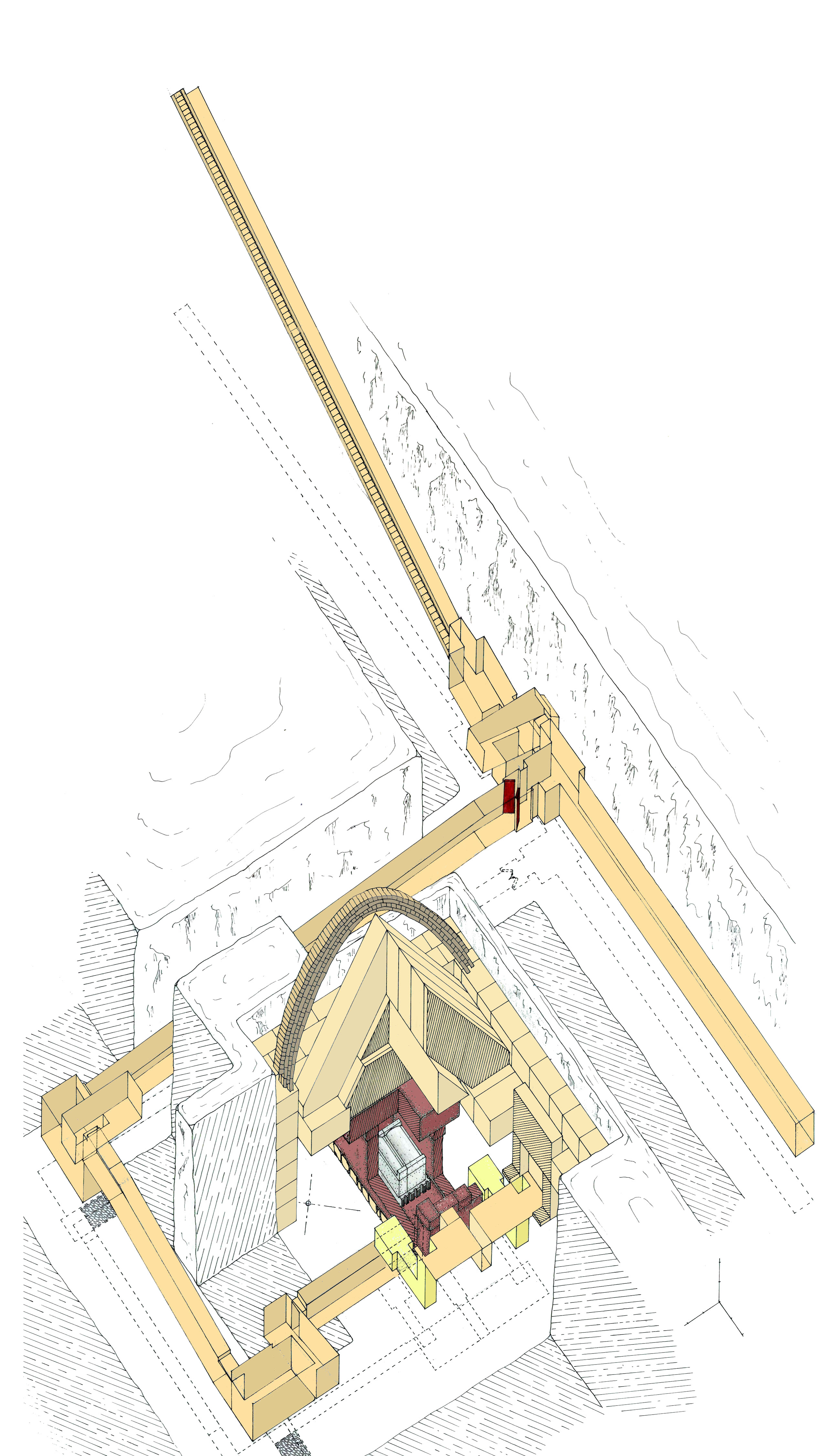
Infrastructuur van de piramide

### Piramide
De piramide zelf is 58 meter hoog en de zijden ongeveer 100 meter lang. De piramide is daarmee de laatste grote piramide die in Egypte is gebouwd. Oorspronkelijk was de piramide bedekt met kalksteenplaten. De ingang van de piramide lag in het zuiden en via een tweede gang kwam men dan in de grafkamer. Daar lagen twee sarcofagen. Een grote koninklijke sarcofaag uit kwartsiet en een kleinere ongeïdentificeerde.

## Galerij

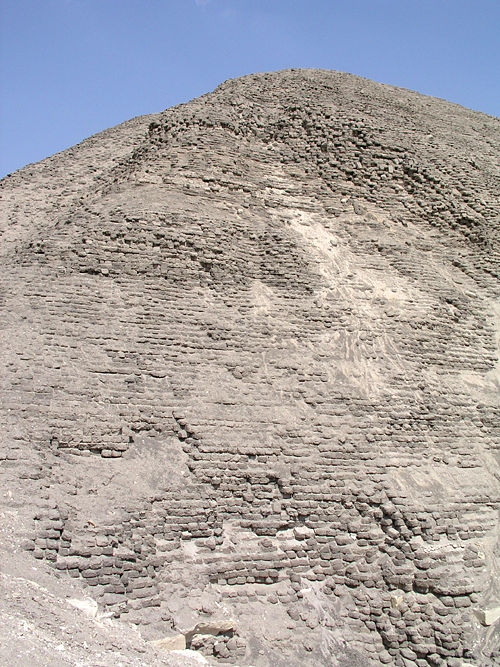
Buitenzijde van de piramide
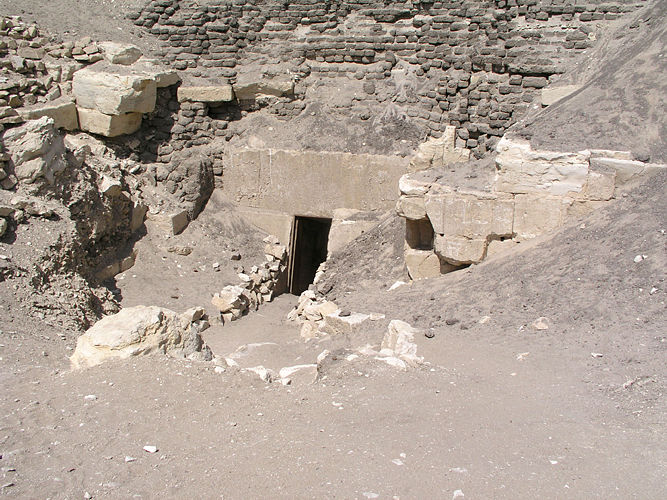
Ingang van de piramide
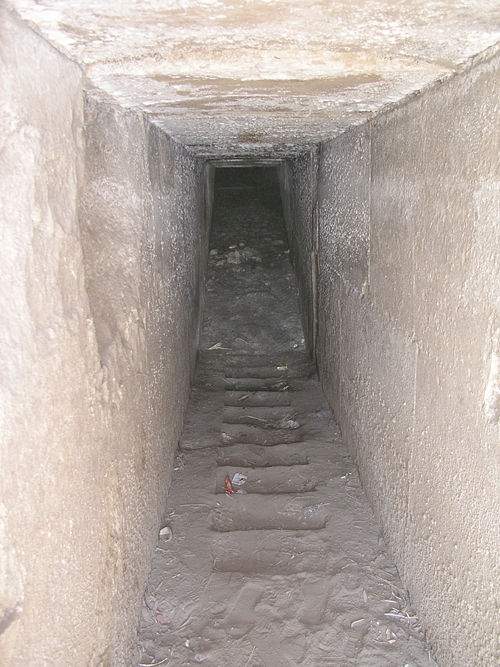
Afdaling in het dodengedeelte
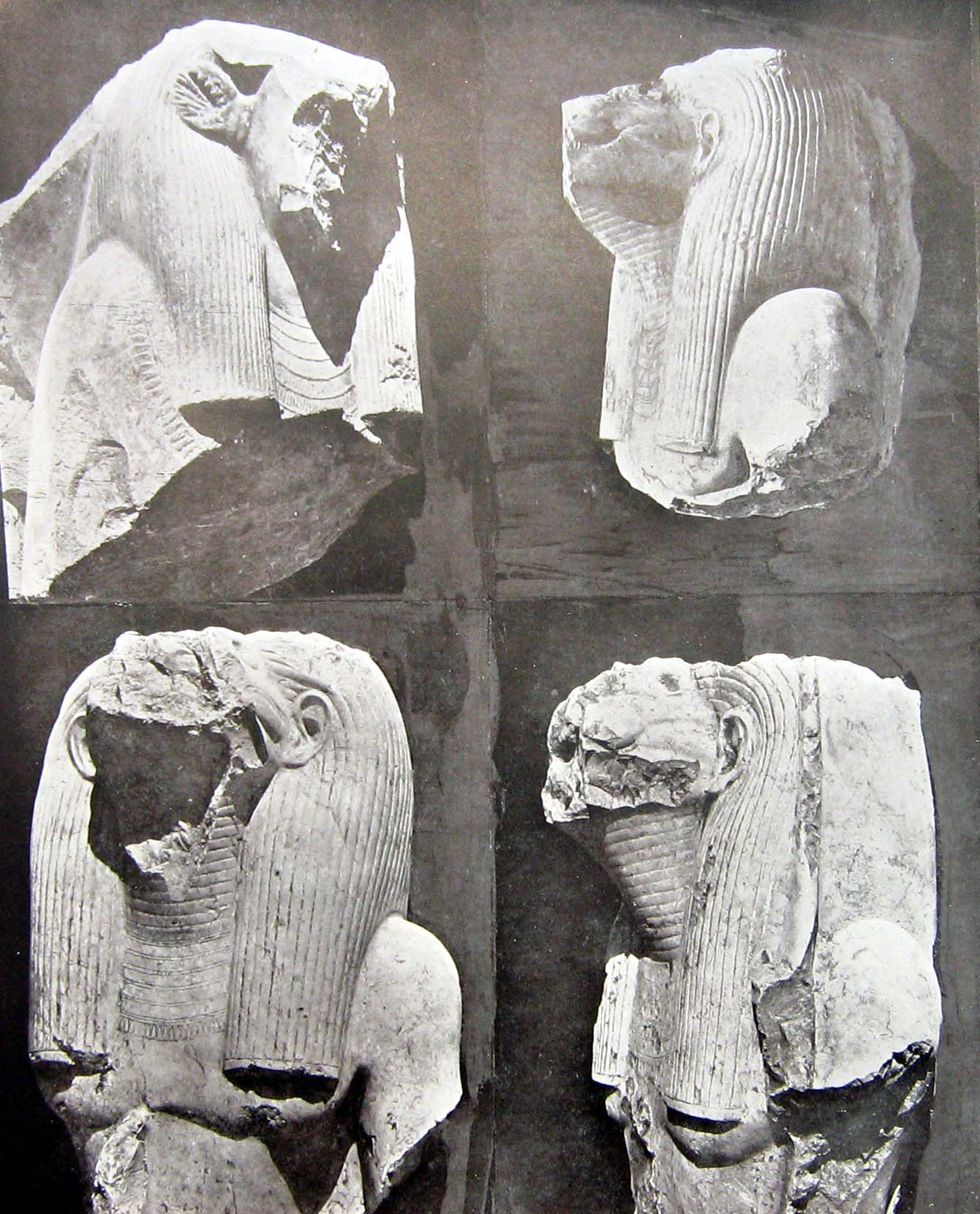
Overblijfselen van het labyrint
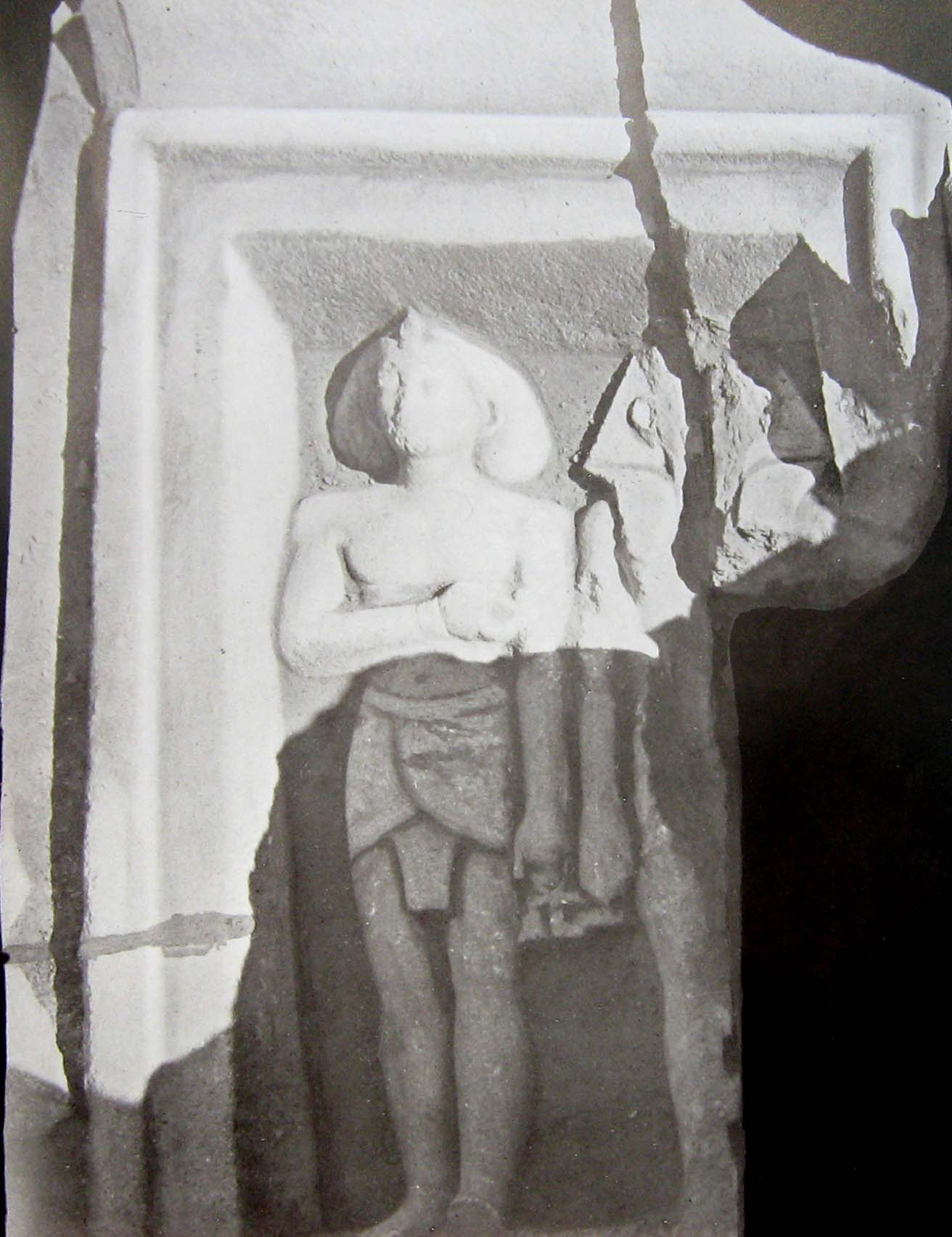
Granieten standbeeld van Amenemhat III